# Internet Money Records
Internet Money Records is een Amerikaans platenlabel en team van muziek producers dat zich richt op hiphop, trap en melodische rap. Het werd opgericht door Taz Taylor en is vooral bekend vanwege zijn rol in de opkomst van verschillende opkomende artiesten. Het label functioneert als een creatieve hub voor muziekproducers, songwriters en rappers, waarbij het zowel muziek uitbrengt als producties levert aan andere labels en artiesten. 

## Achtergrond
Internet Money werd in 2016 opgericht door Taz Taylor, een producer die bekend werd via YouTube en online beatverkoop. Taylor bouwde een netwerk van producers en richtte zich op het ontwikkelen van een collectief dat beats produceerde voor opkomende en gevestigde rappers.  In 2018 sloot Internet Money een labeldeal met 10K Projects, waardoor het zich kon ontwikkelen tot een volwaardig platenlabel. 

## Discografie

### Studio Albums
- 2020 – B4 the Storm

### Singles
- 2019 – Somebody (feat. Lil Tecca & A Boogie Wit da Hoodie)
- 2020 – Lemonade (feat. Don Toliver, Gunna & NAV)
- 2020 – Thrustin (feat. Swae Lee & Future)
- 2020 – Hey! (feat. Lil Gnar & Lil Keed)
- 2021 – Jetski (feat. Lil Mosey & Lil Tecca)
- 2021 – His & Hers (feat. Don Toliver, Lil Uzi Vert & Gunna)